# Scamboneura primaeva
Scamboneura primaeva är en tvåvingeart som beskrevs av Alexander 1929. Scamboneura primaeva ingår i släktet Scamboneura och familjen storharkrankar. Inga underarter finns listade i Catalogue of Life.